# محافظة ساموت سونغخرام
محافظة ساموت سونغخرام (بالتايلاندية:สมุทรสงคราม) و(بالإنكليزية:Samut Songkhram) هيَ واحدة من محافظات تايلاند الخمس والسبعين، تجاور محافظات براتشينبوري وراتشابوري وناخون باتوم وساموت ساخون.

## التسمية
كلمة ساموت تعني المحيط وكلمة سونخرام تعني الحرب.

## الجغرافيا
تعتبر ساموت سونغخرام اصغر محافظة في تايلاند وتشتهر بإنتاج ملح البحر ويرجع ذلك لموقعها علي خليج تايلاند وعند مصب نهر كلونج ماي والعديد.

## التاريخ
كانت المنطقة مهمة في فترة ممكلة ايوتايا حيث يذكر انة ولادة الملك راما الأول وراما الثاني في منطقة أمفاوا ويذكر انه أول حالة ولادة التوأم السيامي ولدت في المحافظة.

## التقسيمات الادارية
تنقسم المحافظة الي ثلاثة اقسام و 38 بلدية و 284 قرية.
| 1. موانج ساموت سونغخرام 2. بانغ كونتي 3. أمفاوا |